# Hipertext

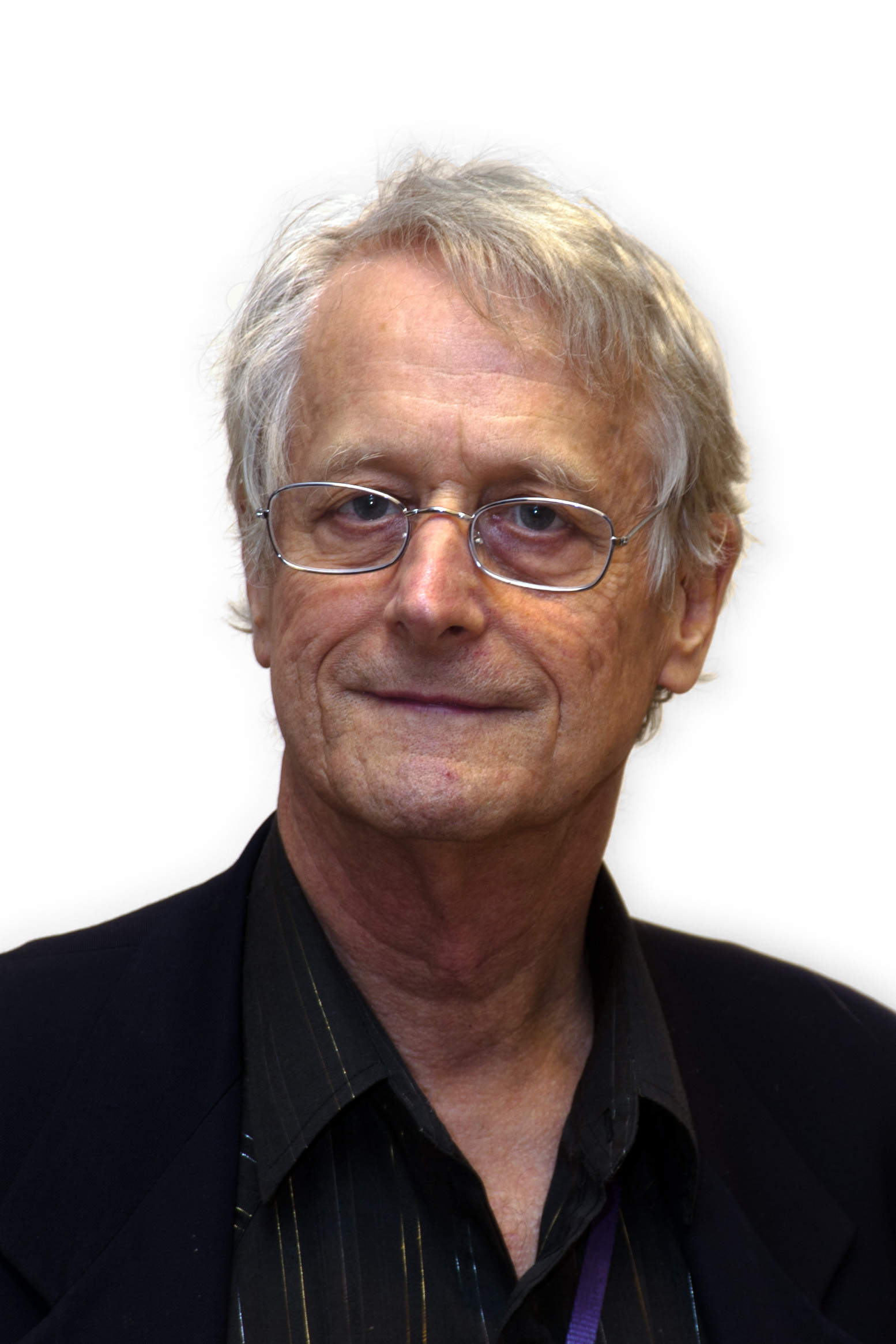
Ted Nelson, inventor del mot hipertext.

L'hipertext és un sistema d'organització de la informació basat en la possibilitat de moure's per dins d'un text i cap a textos diferents per mitjà de paraules clau.
El mot hipertext el va inventar Ted Nelson el 1965, any en què va iniciar un ambiciós projecte inacabat anomenat Xanadu que havia de ser un enorme arxiu a escala mundial amb múltiples connexions entre els documents. És un dels conceptes clau d'Internet.
En computació, hipertext és un paradigma en la interfície d'usuari, que té com a finalitat presentar documents que puguin, segons la definició de Ted Nelson, "bifurcar-se o executar-se quan siga sol·licitat" (branch or perform on request). La forma més habitual d'hipertext en documents és la d'hipervincle o referències encreuades automàtiques que van a altres documents. El llenguatge més comú per llegir l'hipertext és HTML o també es basa en el metallenguatge SGML. Si l'usuari selecciona un hipervincle, fa que el programa del computador mostri el document enllaçat en un curt període. Una altra forma d'hipertext és el Stretch Text, que consisteix en dos indicadors o acceleradors i una pantalla. El primer indicador permet que allò que s'ha escrit pugui moure's de dalt cap avall en la pantalla. El segon indicador indueix al text a què canviï de grandària per graus.

L'hipertext és una de les formes de l'hipermèdia i de vegades poc utilitzada. Ted Nelson, que va ser l'inventor dels dos termes, va distingir-los en aquesta explicació:
Fins ara la paraula "hypertext" ha esdevingut generalment acceptada per la ramificació que respon al text, però la paraula "hypermedia", que vol dir ramificacions complexes que responen a gràfics, pel·lícules i música -també de text-, és menys utilitzada. En lloc d'utilitzar aquesta paraula, fan servir un estrany terme "interactive multimedia": Aquesta té quatre síl·labes més, i no expressa la idea d'estendre l'hipertext.

## Hipertext com a document amb hiperenllaços

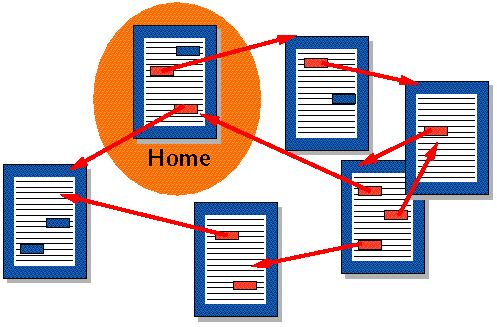
Sistema hipertextual

A partir de la definició original de Ted Nelson han sorgit altres propostes com el document digital (també conegut com a document electrònic), que es pot llegir de manera no seqüencial o multiseqüencial.
Un hipertext consta dels elements següents: nodes o seccions, enllaços o hipervincles i ancoratges. Els nodes són les parts de l'hipertext que contenen informació accessible per a l'usuari. Els enllaços són les unions o vincles que s'estableixen entre nodes i faciliten la lectura seqüencial o no seqüencial pels nodes del document. Els ancoratges són els punts d'activació dels enllaços.
Els hipertexts poden contenir altres elements, però els tres anteriors són els components mínims. Altres elements addicionals poden ser els sumaris i índexs. En aquest sentit, es parla, per exemple, d'hipertexts de grau 1, 2, etc., segons tinguin la quantitat d'elements necessaris. Actualment la millor expressió dels hipertexts són les pàgines web navegables.

### Nodes
Són les unitats bàsiques de l'hipertext. La seva forma i les seves dimensions depenen de com l'autor a estructurat l'hipertext. El node és cadascuna de les unitats d'informació en què un hipertext està fragmentat, i el que el caracteritza és la finalitat del contingut dels modes. Hi ha alguns autors, com Shneiderman i Kearsley, que un node quedi especificat sota un concepte o idea simple. L'extensió del node és, sovint, un tema de debat. Alguns diuen que ha de ser d'una pantalla, altres diuen que els llargs ajuden a orientar els usuari. A l'hora de la creació de nodes, a part de la dimensió del node, cal tenir en compte el temps de la recuperació de la informació o la seva llegibilitat i tangebiltat, propietats lligades al contingut i a la intenció del document.

### Enllaços
Serveixen per connectar els nodes i acostumen a ser bidireccionals. Hi ha diferents tipus d'enllaços, la connexió entre la paraula i la seva definició, un concepte i una base de dades, un personatge i la seva biografia. També hi ha els enllaços que serveixen per activar tots els nodes similars a nivell semàntic, els que relacionen les entrades dels índexs i les seccions dels mapes conceptuals amb els nodes corresponents de l'hipertext.
Podem dividir els enllaços en estàtics i dinàmics. Els primers, fixats i definits per l'autor del document, i els segons establerts pel lector del document. Les informacions relacionades són fragments de nodes, i aquí sorgeix l'ancoratge, que fa correspondre a un node un subconjunt del seu contingut.
Un enllaç entre informacions està constituït per dos ancoratges i per la relació d'enllaç entre nodes. Bush definia l'enllaç com l'associació mental, "això m'evoca allò".

### Ancoratge
L'ancoratge és el punt que activa físicament l'enllaç. L'activació més corrent és quan l'usuari clica amb el ratolí sobre l'àrea sensible. Poden expressar l'origen de l'enllaç amb diferents formes, paraules textuals dins de la cadena textual del document, qualsevol forma icònica o la materialització de la destinació de l'enllaç en forma de node. L'ancoratge origen és anomenat referència i el de destinació, referent.
Quan activem un ancoratge s'encamina cap al node requerit i perd el node d'origen o s'obre el node requerit en una nova finestra.

### Navegació i recuperació de la informació
La navegació és l'acció de consultar un hipertext gràcies a l'activació de diferents enllaços per arribar als nodes destinació des d'un node inicial, significa que el lector pot travessar de forma lliure de restriccions físiques. És a dir, l'hipertext té una estructura i uns índexs que permeten a l'usuari conèixer el contingut semàntic del document i fer una lectura no seqüencial. La navegació pot dur-se a terme a tots els documents que formen part del ciberespai. Aquest té un abast mundial gràcies a la unió de xarxes i superxarxes, com Internet.
Hi ha tres raons fonamentals de la navegació: la bidimensionalitat del monitor de l'ordinador crea un espai limitat d'informació, la pèrdua de les tres dimensions del món real, i els llibres convencionals tenen eines que permeten la navegació.
Les tres maneres de recuperació de la informació són la navegació seguint els enllaços, la utilització d'un navegador gràfic (tipus de mapa conceptual) i l'ús de consultes.
No hi ha una única forma de navegació per l'hipertext degut a les múltiples formes de presentar la informació en una pantalla.
La navegació intenta imitar el funcionament de la memòria humana mitjançant l'automatització d'eines i l'estructuració de la informació, és a més aquesta automatització la causa de la desorientació i la sobrecàrrega cognitiva.

## Orígens
Set any després de l'aparició del primer ordinador específic, l'IBM 701, el 1959, es van escriure els primers textos generats per ordinador. Eren uns poemes generats per un programa que utilitzava els primers mots d' El Castell de Kafka, aquests poemes de Théo Lutz van ser publicats a Augenblick. Aquest mateix any, Brion Gysin va publicar els seus. Aquests textos utilitzaven l'ordinador com a eina d'ajut a la creació, l'autor modificava el resultat obtingut. El 1960 naixia Oulipo, Ouvroir de Littérature Potentielle, de Raymond Queneuau i François Le Lionnais, que estava dedicat als problemes de la creació literària i a les possibilitats literàries de la combinatòria. L'art va començar a apropiar-s de les noves tecnologies de càlcul, com ho demostren les recomposicions aleatòries de textos de Nanni Balestrina en una màquina IBM. El 1961, Raymond Queneau, va publicar Cent mille millards de poèmes, obra experimental que consistia en 10 sonets, cadascun compost de catorze versos intercanviables, doncs va crear la possibilitat de compondre uns 100.000.000.000.000 sonets diferents. Les obres més emblemàtiques d'aquest període són La machine à écrire de Jean Baudot, que mostra la literatura assistida per ordinador, i l'antologia publicada per Bailey en forma de llibres de poemes elaborats amb l'ajut de programes informàtics combinatoris.
El 1962 Douglas Engelbart publica un article, "Augmenting Human Intelect: a Conceptual Framework", on anunciava l'hipertext. L'objectiu era obtenir un seguit d'eines que generessin un entorn capaç de mantenir tota la informació necessària per a persones que treballessin en el processament d'informació i que permetés la seva intercomunicació.
La paraula d'hipertext és originària de Ted Nelson referint-se a un sistema en què els arxius de text, veu, imatges i vídeo pogueren interaccionar amb els lectors. No obstant això, anteriorment Vannevar Bush va usar la paraula Memex en l'article: "As We May Think", en un número de juliol de 1945 en l'edició de la revista The Atlantic Monthly, sobre la necessitat de màquines de processament d'informació mecànicament connectades per a ajudar els estudiosos i executius enfront del que s'estava convertint en una explosió de la informació.
L'any de 1960 Douglas Engelbart i Ted Nelson, van desenvolupar un programa de computador que pogués implementar les nocions d'hipermèdia i hipertext. En els anys vuitanta, després que començaren a crear-se les primeres computadores personals, IBM va llançar el sistema de guia i enllaç per a les seves computadores, mentre que Macintosh va desenvolupar la Intermedya i la HyperCard.
L'any 1967 Andries van Dam desenvolupa el Sistema d'edició d'Hypertext a la Universitat de Brown. Més endavant Filevision va realitzar la primera Base de dades hipermèdia de Macintosh. Un any després, Janet Walker va crear el primer sistema d'hipertext utilitzat per consumidors reals. L'any 1987 es va organitzar la primera conferència de Hypertext pel Association for Computing Machinery. El mateix any, Apple oferia HyperCard gratis amb cada Macintosh, el qual va ser el primer sistema de creació d'hipermèdia personal. A partir dels anys 90, van començar totes les conferències arreu del món sobre l'Hipertext, com per exemple la European Conference on Hypermedia Technology a Edinburgh, Scotland. Finalment l'any 1995 Netscape Corporation adquireix en el primer dia de cotització de valors, el valor de mercat de 500.000.000 de dòlars.

### Xanadu
El 1964 Theodor Holm Nelson proposa Xanadu, projecte hipertextual que tenia l'objectiu de crear una estructura que permetés connectar tota la literatura del món i reunir totes les obres de qualsevol gènere en una xarxa de publicació hipertextualitzada universal i instantània. El lector accediria per xarxa als textos que li interessessin, els copiaria a la seva biblioteca, els anotaria i els relacionaria entre ells.

## Tipus d'enllaços de l'Hipertext
| Criteri      | Enllaç                | Concepte                |
| ------------ | --------------------- | ----------------------- |
| Destinació   | Intern                | El mateix domini        |
| Destinació   | Extern                | A un altre domini       |
| Autoria      | De l'autor            | Al text                 |
| Autoria      | De l'usuari           | Als comentaris          |
| Navegació    | Seqüencial            | Lectura lineal          |
| Navegació    | Estructural           | El sistema de navegació |
| Àncora       | Font                  | Marca el que explica    |
| Àncora       | Destinació            | Marca a on porta        |
| Comportament | Dinàmic               | Un feed                 |
| Comportament | Estable               | Una URL                 |
| Referència   | Atribució             | Font                    |
| Referència   | Cita                  | A text literal          |
| Referència   | Crítica               | A objecte de judici     |
| Referència   | Nota al peu de pàgina | Ús acadèmic             |
| Referència   | Similitud             | Lloc semblant           |
| Referència   | Exemple               | A un cas esmentat       |

## L'escriptura interactiva
Al 1963 s'inicia la primera generació de sistemes hipertextuals, NLS/Augment, amb els treballs d'Engelbart, i s'acaba amb la publicació de Literary Machines de Nelson, el 1963. Hi havia limitacions tècniques que van provocar que els nodes només incloguessin continguts textuals. En aquesta primera generació trobem Hypertext Editing System i FRESS, NLS/ Augment i ZOG. El 1980 apareix el llenguatge de programació MS DOS i a la Universitat de Kent, Peter Brown inicia el desenvolupament de Guide, que va popularitzar els sistemes hipertextuals i la seva comercialització.
El 1983, Ben Schneiderman iniciava el projecte Hyperties a la Universitat de Maryland, es tractava d'una eina per crear enllaços entre articles. s'incia el projecte SuperBook als laboratoris Bell. El projecte busca en què pot ajudar l'ordinador a la lectura, la recerca i el tractament de documents. Es desenvolupa gIBIS, per Conklin i el seu equip. NoteCards de Xerox PARC, Knowledge Managemetn System i Intermedia es consoliden.
De 1983 a 1987 neix una segona generació de l'hipertext, en la qual destaquen, NoteCards, Intermedia, Neputne, KMS, Guide i Hyperties. A partir d'aquell moment la diversificació serà la característica principal de la tercera generació. Provocada per la popularització de les eines d'autor i la no limitació del desenvolupament dels sistemes. Alguns sistemes típics de la tercera generació són: HyperCard, Toolbook, Sepia, HyperNews o Much.

### ALAMO
El 1981 va crear-se ALAMO, Atelier de Littérature Assistée par la Mathématique et les Ordinateurs, un grup format per escriptors, ensenyants i investigadors interessats en la lingüística. L'ALAMO era una prolongació de l'Oulipo, s'anaven construint diversos camps d'interès com la generació automàtica de textos, els hipertextos i els hipermèdia o l'escriptura telemàtica. També va aportar la reivindicació de inscriure les produccions, és a dir, la literatura informàtica en el marc de la literatura.

### Cibertext
El 1986 va celebrar-se l'exposició Les Immatérieux, el Cyborg Manifesto de Dona Haraway o la revista en xarxa Art Acces. El 1986 Judy Malloy publicava Uncle Roger, Mark Berstein fundava Eastgate Systems, que era una societat de publicació de programaris i d'edició d'obres de literatura digital, Randall Trigg va presentar una tesis doctoral sobre l'hipertext i Jean-Pierre Balpe va publicar la seva introducció a la generació automàtica de textos en llengua natural. Michael Joyce va escriure Afternoon, a story, que va ser la primera hiperficció escrita amb Stoyspace. Aquesta es compon de 539 pàgines pantalles (nodes) relacionades per 950 enllaços. Els nodes estan presentats com a pantalles fixes encastades en un marc fix, el de la interfície visual, semblant a un paratext. Les funcionalitats proposades són els enllaços, el fet de desar o refer un recorregut, la introducció d'un punt, de notes i un accés a l'històric dels nodes visitants en la lectura en curs. A més, va comercialitzar-se NoteCards i Hypercard d'Apple. Va celebrar-se el primer congrés, en el qual Hypertext 87 va ser la primera conferència, organitzada per l'Association for Computing Machinery (ACM). Va tenir lloc a Chapel Hill, Carolina del Nord. A finals dels anys vuitanta, s'havien desenvolupat tres paradigmes: l'hipertext, la literatura semiòtica i la literatura algorítmica. També va desenvolupar-se la literatura animada per mitjà d'ordinador.

### Laire
L'octubre de 1988, es crea a Beuvry, l'equip LAIRE, Lecture, Art, Innovation, Recherche, Écriture. Aquest estava compost per Frédérique Develay, Jean-MArie Dutey, Claude MAillard, Tibor Papp i Philippe Bootz. Treballaven en les relacions entre l'escrit i la pantalla. Frédeéric Develay havia compost obres en vídeo i es va dedicar a la redacció de textos animats en ordinador familiar. Jean-MArie Dutey, Tibor Papp i Philippe Bootz programaven textos animats en Amstrad. Claude Maillard havia treballat en poesia sonora. Alguns d'aquest havien format part d'Art Acces. Creien que havia nascut la literatura informàtica. Obrien un debat sobre les relacions del text amb el dispositiu.

### El text fonamental
El 1990 Writing Space de Jay David Bolter va ser publicat. En aquest situava l'hipertext al final de la cadena evolutiva de suports de la comunicació humana. Segons l'autor l'hipertext seria una xarxa de textos que permet una capacitat d'elecció per part del lector, augmentant així la seva llibertat. És en aquesta llibertat on el lector esdevé partícip del procés.
El 1992 va aparèixer l'article "The End of Books" de Coover, que donava a conèixer l'hipertext a la majoria de la població. El 29 d'agost de 1993 es va publicar "Hyperficiton: Novels for the computer". Amb aquests dos articles, l'hipertext començava a formar part del món literari.

### La legitimització
Text, hypertext et hipermédia, publicat per Laufer i Scavetta a França, George Landow esciru Hypertext: the Convergence of Contemporany Critical Theory and Technology. Al 1993, Marble Springs de Deena Larsen, la primera narració hipertextual amb resposta del lector és publicada, també al mateix temps Snow Crash de Neal Stephenson, Quibbling de Carolyn Guyer i Uncle Buddy's Phantom Funnhouse de John McDaid. Mark Amerika proposa Alt-X, i s'edita The Electonic Word: Decomcracy, technology and the Arts de Richard Lanham.
Es va celebrar el congés Hipertext'93. Es publica l'obra de McKnight, Dillon i Richardson Hypertext. A psychological perspective, la qual elaborava una síntesis dels coneixements i les persepctives en psicologia cognitiva sobre els hipertextos.
El 1994, a França, les jornades de "Littérature et informatique" aplegaven nombrosos investigadors i el número 96 de la revista Littérature va ser dedicat a la "Informatique et littérature".
Broderbund va publicar Miller brothers MYST, el primer hipertext gràfic d'èxit. Landow va editar Hyper/Text/Theory i Eastgate Quaterly Review of Hypertext va començar amb "Integrams" de Jim Rosenberg.
Tot i les nombroses publicacions, va començar un cert declivi de les expectatives de l'hipertext. Només es va mantindre la poesia digital.

### Blogs
A la xarxa el gènere que fa un ús més complet de l'hipertext és el weblog o blog. Molts d'aquests permeten als lectors fer comentaris sobre les entrades o enumeren automàticament altres blogs que han connectat amb una entrada. L'escriptura està sota el control editorial del que escriu i s'utilitzen enllaços hipertextuals per connectar-se amb altres bloggers, arguments i comentaris anteriors arxivats.

## L'Hipertext en la literatura
En la literatura és on es pot observar com s'ha portat a terme l'hipertext, ja que ha estat un dels enfocs més difosos. El màxim dispersor d'aquest punt de vista és George Landow, en l'obra Hipertext. La convergència de la teoria crítica i contemporània i la tecnologia. 

### Les edicions genètiques
Les edicions genètiques sorgeixen a quan es va desenvolupar el postestructuralisme, ja que totes dues sorgeixen d'una insatisfacció amb els fenòmens associats al llibre imprès i al pensament jeràrquic. Un dels principals seguidors d'aquests tipus d'hipertext és Landow. El somni que tenien aquests teòrics era un llibre on es poguessin trobar d'altres llibres. Per tant, les edicions genètiques són les que permeten una lectura a la carta, un recorregut pel procés de síntesi d'aquella obra i un estudi detallat d'aquella, a més de situar l'obra en un context amb altres textos. El primer programa que va crear aquest tipus d'hipertext va ser In Memoriam al projecte Intermedia.

#### La hiperficció, la nova narrativa hipertextual
L'anomenada literatura hipertextual suposa una ficció que no avança linealment, sinó que enllaça diverses pàgines web mitjançant enllaços de manera que el lector escull el camí per on discorre la història.
La literatura hipertextual altera la relació tradicional entre trama i història, ja que una mateixa història pot contenir diverses trames, algunes planejades per l'autor i d'altres creades en el moment de la lectura. Per mantenir la coherència cal comptar amb la memòria del receptor i amb fragments que se sostinguin amb més independència.
Si bé és pròpia d'Internet, hi ha narracions tradicionals que pertanyen a aquest grup, com Rayuela de Julio Cortázar, per exemple, o les novel·les juvenils amb diversos finals, antecedents dels jocs de rol. La literatura hipertextual tendeix a la seqüència, a la fragmentació, prosseguint el camí de la literatura post-moderna, que ja dinamitava els límits clàssics del discurs. Així, els jocs tipogràfics avantguardistes, les novel·les sense argument o les diferents versions d'un esdeveniment es poden considerar antecedents directes de la literatura hipertextual, potenciada per la tècnica.

##### La hiperedició o edició crítica de les obres clàssiques
La hiperedició és un apropament més científic de l'hipertext que s'aplica a les edicions crítiques de les obres lideraries. És molt útil, ja que els enllaços faciliten el recorregut per les anotacions crítiques, els glossaris, les variants de versions. Són les que et permeten visualitzar més enllà del primer nivell de lectura mitjançant estructures complexes, bibliografies descriptives, etc. Encara no en podem trobar moltes edicions perquè són molt cares i molt complexes de realitzar.

## Obres
- Afternoon, a story de Michael Joyce
- Zeit für die bombe de Susanne Berkenheger
- These Waves of Girls de Caitlin Fisher
- Dit&Gaste de Julien d'Abrigeon
- Poetic Dialogues de Yucef Merhi
- About the other Animals d'Ariana-Sophia Karsonis